# Felce (Francia)
Felce (in corso Felce o Felge) è un comune francese di 50 abitanti situato nel dipartimento dell'Alta Corsica nella regione della Corsica.

## Società

### Evoluzione demografica
Abitanti censiti